# Fischer Sports
Fischer Sports GmbH er en østrigsk producent af vintersportsudstyr og sportstøj. Deres udstyr produceres til nordiske discipliner, alpint skiløb og ishockey. Det inkluderer ski, skistøvler, bindinger, rygsække, stave, skøjter og sportstøj.
Fischer har 1.330 ansatte hvoraf de 480 er ansat i Ried im Innkreis.
Virksomheden blev etableret af Josef Fischer Sr. i 1924 i Ried im Innkreis, Oberösterreich. Han fremstillede vogne, kælke og ski, og i 1938 var det blevet en væsentlig aktør indenfor produktion af ski.